# École pour l'informatique et les nouvelles technologies
École pour l'informatique et les nouvelles technologies (EPITECH) er et fransk ekspert-institut tilknyttet IONIS Education Group. 
Instituttet blev oprettet i 1999  og har i dag omkring 5000 studerende. 

## Internationalt samarbejde
EPITECH-samarbejdsuniversiteter:
- ERASMUS: Roskilde University (RCU), EPITECH

48°48′55″N 2°21′47″Ø / 48.815344°N 2.363061°Ø